# Xylocampa
Xylocampa là một chi bướm đêm thuộc họ Noctuidae.

## Các loài
- Xylocampa areola (Esper, 1789)
- Xylocampa mustapha (Oberthür, 1920)